# Ufertbrut
Ufertbrut, auch Uffahrt-Brütli oder Ufahrtbrut, symbolisiert im alemannischen Brauchtum in Süddeutschland den Frühling.
Vor allem in den evangelischen Gemeinden Südbadens tritt die weibliche Figur in Form einer Braut auf, welche in Begleitung sowie Frühlingslieder singend durchs Dorf zieht und freundliche Gaben sammelt. Sie steht der Figur des Hisgier gegenüber, der den Winter symbolisiert.
Beide Figuren gehen, wie die Fastnacht, auf alte Fruchtbarkeitsriten zur Austreibung des Winters zurück.